# Zmajevo gorje
Drakensberg (hrvatski naziv: Zmajevo gorje, afrikaans: Drakensberge, nizozemski: Drakensbergen, zuluski: uKhahlamba, negdje i kao Kwatlamba) je planinski lanac koji se prostire u Južnoafričkoj Republici i Lesotu. Najveći dio planine nalazi se u Južnoafričkoj Republici dok se najviši vrh Thabana Ntlenyana s 3482 metara nalazi u Lesotu. Planina se pruža u rasponu od 1.000 km u smjeru zapada prema sjeveru, istoku i jugu. Iz planine izviru mnoge rijeke, najveće su na sjevernoj strani planine rijeke Oranje i Vaal, dok na južnom djelu najveća je rijeka Tugela.
Od 2000. godine dio planine poznat kao uKhahlamba / Drakensberg Park je pod zaštitom UNESCO-a.

## Vanjske poveznice
|  | Zajednički poslužitelj ima još gradiva o temi Zmajevo gorje |

- Informacije o planini Drakensberg  Arhivirana inačica izvorne stranice od 23. ožujka 2021. (Wayback Machine)